# Pretty Peggy-O
Pretty Peggy-O – tradycyjny, anonimowy utwór folkowy nagrany przez Boba Dylana na jego pierwszym albumie Bob Dylan w listopadzie 1961. Inne tytuły tego utworu: „Bonnie Lass O Fyvie”, „The Bonnie Lass Fyvie-O”, „Fennario”, „The Maid of Fife-E-O”, „Peggy-O”, „Pretty Peggy of Derby”.

## Historia utworu
Ballada ta jest pochodzenia angielskiego i wywodzi się z typu „ballad drukowanych” (ang. broadsides). Bardzo szybko jednak stała się bardzo popularna w Szkocji jako „Bonnie Lass of Fyvie-O”. Przeniesiona do Stanów Zjednoczonych, także zyskała wielką popularność i tym samym wiele wersji.
Tekst z okładki albumu Jocka Duncana Ye Shine Whar Ye Stan! z 1997 r. zajmuje się krótko historią piosenki. W Zbiorach Craiga-Duncana znajduje się ponad 20 wersji utworu różniących się zarówno tekstem, jak i muzyką. Cecil Sharp natrafił na tę balladę w Appalachach pod tytułem „Pretty Peggy-O”. Z kolei zbiór Forda Vagabond Songs zawiera piosenkę „Bonnie Barbara O” związaną z Derby, ale bez wątpienia należącą do tych z Fyvie. Fyvie było miejscem postoju na militarnej drodze z Aberdeen do Fort George na Moray Firth.
Z balladą tą związana jest także powieść Sharyn McCrumbs If Ever I Return, Pretty Peggy-O (1990). Jest to pierwsza powieść z całego cyklu, w którym pisarka zajmuje się lokalnymi górskimi tajemnicami, luźnie opierając się na piosenkach z folkowego kanonu.
„Fennario” – miejsce, gdzie rozgrywa się akcja ballady – nie zostało do tej pory zlokalizowane (nawet Dylan zażartował sobie mówiąc: Byłem wszędzie w tym kraju, ale nigdy nie znalazłem Fennario), więc zaczęto je uważać za fikcyjne, być może utworzone od „fen” i „area”, upoetycznione w piosence na „ario”.
W 1951 r. John Strachan nagrał tę balladę, która ukazała się także potem, bo w 1998 r., na albumie grupującym różnych wykonawców World Library of Folk and Primitive Music, Volume III: Scotland.
W 1956 nagrał ją na albumie Scots Folk Songs Ewan MacCall.
W 1961 r. ukazał się ona na albumie grupy folkowej Clancy Brothers The Clancy Borthers & Tommy Makem.

## Tematyka ballady
Jest to ballada miłosna i tragiczna. Utwór opowiada historię młodej kobiety, która traci swojego ukochanego, gdy ginie on w bitwie. Być może właśnie ten antywojenny resentyment piosenki przyciągnął do niej tylu wykonawców.
Właściwie wszystkie wersje ballady sugerują historię o miłości pomiędzy wędrownym nieprzyjacielskim żołnierzem i miejscową dziewczyną. Jednak przeszkodą dla ich miłości jest ambitna matka dziewczyny, która chce kogoś bogatego i o wyższym statusie społecznym. Wyznanie miłości kapitana Williego zagraża życiu miejscowych po jego powrocie i zostaje on odrzucony przez Peggy. Willie umiera ze złamanym sercem.

## Wersje Boba Dylana
Z tego, co wiadomo, Dylan po raz pierwszy nagrał tę piosenkę 4 listopada podczas swojego występu w Carnegie Recital Hall, podczas którego zdecydowało się go wysłuchać ok. 50 osób.
Po raz drugi nagrał tę balladę na swojej sesji nagraniowej (drugiej) 22 listopada 1961. Utwór został następnie wybrany przez Johna Hammonda i umieszczony na pierwszym albumie Dylana.
12 kwietnia 1963 Dylan wykonał „Pretty Peggy-O” na swoim pierwszym wielkim koncercie w Town Hall w Nowym Jorku. Koncert ten został nagrany przez Columbię, wydrukowano nawet okładkę płyty, ale nieoczekiwanie firma wycofała się z projektu.
Wersja Dylana jest najbardziej agresywną i pełną złości ze wszystkich znanych wykonań piosenki. Właściwie nikt z późniejszych wykonawców nie poszedł jego śladem. Wszyscy raczej byli w nurcie zapoczątkowanym przez Joan Baez; wykonanie łagodne, słodkie i zwracające uwagę na melodię.
W latach 90. XX wieku Dylan powrócił do tej piosenki w jej wersji akustycznej, ale w połowie lat 90. zaaranżował ją na zelektryfikowany zespół, nadając jej tragiczne, niemal pogrzebowe brzmienie.
Wersja Dylana nie ma już nic ze szkockiego pierwowzoru. Muzyk użył w śpiewie akcentu teksańskiego.

## Wersje innych wykonawców
- 1962 r. Joan Baez nagrała ją na swoim albumie Joan Baez in Concert, Volume 2.
- W tym samym roku nagrał ją Walter Forbes i wydał na Ballads and Bluegrass.
- W 1963 r. Judy Collins nagrał ją na Golden Apples of the Sun.
- W 1964 r. ballada została wydana na albumie Carrie Folk Trio nagranym przez The Carrie Folk Trio.
- Simon & Garfunkel umieścili piosenkę na albumie Wednesday Morning 3 A.M. w 1966 r.
- W 1996 r. na American Journey nagrał tę balladę John Stewart.
- Na płycie długogrającej Ye Shine Whar Ye Stan! nagrał ją Jock Duncan.
- W 1999 r. grupa Grateful Dead umieściła piosenkę na Dick's Picks Volume 15.